# 七夕魚科
七夕魚科，又稱鮗科，為輻鰭魚綱䲁形目的一個科，傳統上屬鱸形目鱸亞目。

## 分布
本科魚類主要分布於印度太平洋區，包括紅海、東非、日本南部、台灣、南海、澳洲、印尼、新喀里多尼亞、羅得豪島、萊恩群島、菲律賓等海域。

## 深度
一般在水深50公尺左右。

## 特徵
本科魚類體側扁，頭圓。體被大或中形櫛鱗或圓鱗。體側之側線分兩部分，在上方者接近背鰭基部；另一條則近尾部中央。背鰭單一，硬棘部較長，或與軟條部相等，臀鰭硬棘3枚，腹鰭硬棘1枚、軟條4枚，且特別發達，經常第一軟條延長且粗壯。口中型，可伸縮。上下頷等長有絨毛狀或犬齒，另有鋤骨齒、口蓋骨齒。尾鰭圓或尖。外形近似石斑，屬沿岸岩礁之中小型魚類，最大皆在20公分以下。

## 分類
七夕魚科下分14個屬，如下：

### 棘鮗屬（Acanthoclinus）
- 暗棘鮗（Acanthoclinus fuscus）
- 濱海棘鮗（Acanthoclinus littoreus）
- 星火棘鮗（Acanthoclinus marilynae）
- 馬氏棘鮗（Acanthoclinus matti）
- 新西蘭棘鮗（Acanthoclinus rua）

### 若棘鮗屬（Acanthoplesiops）
- 蝟若棘鮗（Acanthoplesiops echinatus）
- 海氏若棘鮗（Acanthoplesiops hiatti）：又稱海氏棘銀寶魚。
- 印度若棘鮗（Acanthoplesiops indicus）
- 東加若棘鮗（Acanthoplesiops naka）
- 滑腹若棘鮗（Acanthoplesiops psilogaster）：又稱滑腹棘銀寶魚。

### 燕尾鮗屬（Assessor）
- 黃燕尾鮗（Assessor flavissimus）
- 麥氏燕尾鮗（Assessor macneilli）
- 藍氏燕尾鮗（Assessor randalli）：又稱蘭氏七夕魚。

### 針鰭鮗屬（Beliops）
- 針鰭鮗（Beliops batanensis）：又稱針鰭銀寶魚。
- 黃針鰭鮗（Beliops xanthokrossos）

### 針翅鮗屬（Belonepterygion）
- 橫帶針翅鮗（Belonepterygion fasciolatum）：又稱橫帶針鰭鮗。

### 麗鮗屬（Calloplesiops）
- 麗鮗（Calloplesiops altivelis）：又稱瑰麗七夕魚。
- 亮麗鮗（Calloplesiops argus）：又稱亮麗七夕魚。

### 紋鮗屬（Fraudella）
- 紋鮗（Fraudella carassiops）

### 副鮗屬（Paraplesiops）
- 小眼副鮗（Paraplesiops alisonae）
- 布氏副鮗（Paraplesiops bleekeri）
- 藍副鮗（Paraplesiops meleagris）
- 橫帶副鮗（Paraplesiops poweri）
- 辛氏副鮗（Paraplesiops sinclairi）

### 鮗屬（Plesiops）
- 金鮗（Plesiops auritus）
- 頭帶鮗（Plesiops cephalotaenia）
- 藍線鮗（Plesiops coeruleolineatus）：又稱黑七夕魚、绿纹鮗。
- 珊瑚鮗（Plesiops corallicola）：又稱珊瑚七夕魚。
- 穴鮗（Plesiops facicavus）
- 頦鮗（Plesiops genaricus）
- 細鮗（Plesiops gracilis）
- 島鮗（Plesiops insularis）
- 馬達加斯加鮗（Plesiops malalaxus）
- 多鱗鮗（Plesiops multisquamatus）
- 唇鮗（Plesiops mystaxus）
- 鮗（Plesiops nakaharai）：又稱七夕魚。
- 灰鮗（Plesiops nigricans）
- 尖頭鮗（Plesiops oxycephalus）：又稱尖頭七夕魚。
- 多指鮗（Plesiops polydactylus）
- 繸鰭鮗（Plesiops thysanopterus）
- 羞鮗（Plesiops verecundus）

### 司蒂鮗屬（Steeneichthys）
- 司蒂鮗（Steeneichthys plesiopsus）
- 聖誕島司蒂鮗（Steeneichthys nativitatus）

### 粗眼鮗屬（Trachinops）
- 布朗氏粗眼鮗（Trachinops brauni）
- 尾斑粗眼鮗（Trachinops caudimaculatus）
- 諾亞粗眼鮗（Trachinops noarlungae）
- 條紋粗眼鮗（Trachinops taeniatus）

## 生態
本科魚類一般都棲息在珊瑚礁區礁石和沙地交接處的洞穴或縫隙中。為肉食性魚類，以甲殼類為主要食物，部分會捕食小魚。

## 經濟利用
屬中小型魚類且色彩鮮麗，適合當作觀賞魚。